# La révolution Sexuelle
La révolution Sexuelle – debiutancki album Madoxa (Marcina Majewskiego). Został wydany 4 października 2011 roku.
Nad produkcją płyty czuwali polscy i zagraniczni producenci: Konrad Leszczyński (Dynamid Disco), Marcin Pawłowski (Pawbeats) oraz Syryjczyk Ayham Dalal.
Jedenaście utworów autorstwa Madoxa wykonywanych jest w języku francuskim i angielskim.
Płyta promowana była singlami i teledyskami: High On You, On And On oraz tytułowym La révolution Sexuelle.

## Lista utworów
| #   | Tytuł | Czas  |
| --- | --- | ----- |
| 1.  | A l'hôpital Muzyka: Sławek Stemplewski (Sleeper) Słowa: Marcin Majewski (Madox) Aranżacja: Sławek Stemplewski (Sleeper), Ayham Dalal Producent: Ayham Dalal                                                                                          | 04:28 |
| 2.  | High On You Muzyka: Konrad Leszczyński (Dynamid Disco), Szymon Danis Słowa: Marcin Majewski (Madox), Szymon Danis Aranżacja: Konrad Leszczyński (Dynamid Disco) Producent: Konrad Leszczyński (Dynamid Disco)                                        | 03:11 |
| 3.  | Tout Contre Toi et Moi Muzyka: Dariusz Szermanowicz, Marcin Majewski (Madox) Słowa: Marcin Majewski (Madox) Aranżacja: Konrad Leszczyński (Dynamid Disco) Producent: Konrad Leszczyński (Dynamid Disco)                                              | 04:52 |
| 4.  | Why? Muzyka: Marcin Pawłowski (Pawbeats) Słowa: Marcin Majewski (Madox) Aranżacja: Marcin Pawłowski (Pawbeats), Konrad Leszczyński (Dynamid Disco) Producent: Konrad Leszczyński (Dynamid Disco)                                                     | 03:29 |
| 5.  | There is no… Muzyka: Marcin Pawłowski (Pawbeats) Słowa: Marcin Majewski (Madox) Aranżacja: Marcin Pawłowski (Pawbeats), Konrad Leszczyński (Dynamid Disco) Producent: Konrad Leszczyński (Dynamid Disco)                                             | 03:10 |
| 6.  | Comme ça Muzyka: Marcin Pawłowski (Pawbeats) Słowa: Marcin Majewski (Madox) Aranżacja: Marcin Pawłowski (Pawbeats), Ayham Dalal Producent: Marcin Pawłowski (Pawbeats), Konrad Leszczyński (Dynamid Disco)                                           | 03:59 |
| 7.  | Don't U Wanna It Beautiful? Muzyka: Sławek Stemplewski (Sleeper) Słowa: Marcin Majewski (Madox), Sławek Stemplewski (Sleeper) Aranżacja: Sławek Stemplewski (Sleeper), Ayham Dalal Producent: Ayham Dalal                                            | 04:32 |
| 8.  | Dans Ma Peau Muzyka: Marcin Szulc, Marcin Majewski (Madox) Słowa: Marcin Majewski (Madox) Aranżacja: Marcin Szulc, Ayham Dalal Producent: Ayham Dalal                                                                                                | 03:28 |
| 9.  | La révolution Sexuelle Muzyka: Ayham Dalal, Marcin Majewski (Madox) Słowa: Marcin Majewski (Madox) Aranżacja: Ayham Dalal Producent: Ayham Dalal | 04:34 |
| 10. | Organic Muzyka: Marcin Pawłowski (Pawbeats) Słowa: Marcin Majewski (Madox) Aranżacja: Marcin Pawłowski (Pawbeats), Konrad Leszczyński (Dynamid Disco) Producent: Marcin Pawłowski (Pawbeats), Konrad Leszczyński (Dynamid Disco)                     | 03:34 |
| 11. | LSD Muzyka: Marcin Szulc, Marcin Majewski (Madox) Słowa: Marcin Majewski (Madox) Aranżacja: Marcin Szulc Producent: Marcin Szulc | 03:53 |
| 12. | On And On Muzyka: Marcin Pawłowski (Pawbeats) Słowa: Marcin Majewski (Madox), Marcin Pawłowski (Pawbeats) Aranżacja: Marcin Pawłowski (Pawbeats) Producent: Marcin Pawłowski (Pawbeats), Tomasz Zamiatowski                                          | 02:46 |
| 13. | Quand l'été... Muzyka: Dariusz Szermanowicz, Marcin Majewski (Madox), Konrad Leszczyński (Dynamid Disco) Słowa: Marcin Majewski (Madox) Aranżacja: Konrad Leszczyński (Dynamid Disco), Michał Liziński Producent: Konrad Leszczyński (Dynamid Disco) | 05:40 |